# Anahuac
Anahuac ist eine Stadt und Sitz der Countyverwaltung (County Seat) des Chambers County im Bundesstaat Texas der Vereinigten Staaten.

## Geographie
Die Stadt liegt im Südosten von Texas, etwa 75 Kilometer östlich von Houston, am Nordost-Ufer der Trinity Bay und hat somit Zugang zum etwa 45 Kilometer entfernten Golf von Mexiko im Südosten. Anahuac hat eine Gesamtfläche von 5,5 Quadratkilometer ohne nennenswerte Wasserfläche.

## Geschichte
Benannt wurde die Stadt nach einem Gebiet in Mexiko. Die ersten Bewohner dieser Gegend waren die Atakapa-Indianer. 1721 erkundete der Franzose Jean Baptiste de La Harpe dieses Gebiet. Bekannt wurde die Gegend unter dem Namen Perry's Point, benannt nach Colonel Henry Perry, der 1816 hier einen Militärposten einrichtete. Im Oktober 1830 nahm der mexikanische Kommandeur Colonel John Davis Bradburn mit drei Offizieren und 40 Soldaten die Gegend für Mexiko ein. Im Januar 1831 taufte General Manuel de Mier y Terán die Stadt offiziell auf den Namen Anahuac.

1862 wurde hier ein kleiner Außenposten der Konföderierten eingerichtet. Das erste wirtschaftlich wichtige Ereignis war 1894, als von Jesse und Charles R. Cumming 1894 die erste Sägemühle errichtet wurde. Der erste Schulbezirk wurde 1917 eingerichtet. Das Anahuac National Wildlife Refuge wurde 1963 vom United States Fish and Wildlife Service etwa 25 Kilometer südöstlich der Stadt eingerichtet. 1989 organisierte die örtliche Handelskammer das erste Gatorfest, das rund 14.000 Besucher in den Fort Anahuac Park brachte und seither jährlich veranstaltet wird.

## Demographie
Das durchschnittliche Einkommen eines Haushalts liegt bei 40.924 US-Dollar, das durchschnittliche Einkommen einer Familie bei 46.750 US-Dollar. Männer haben ein durchschnittliches Einkommen von 34.904 US-Dollar gegenüber den Frauen mit durchschnittlich 24.917 US-Dollar. Das Pro-Kopf-Einkommen liegt bei 17.056 US-Dollar.

13,5 % der Einwohner und 11,1 % der Familien leben unterhalb der Armutsgrenze.

29,7 % der Einwohner sind unter 18 Jahre alt und auf 100 Frauen ab 18 Jahren und darüber kommen statistisch 81,5 Männer. Das Durchschnittsalter beträgt 34 Jahre (Stand: 2000).

## Söhne und Töchter der Stadt
- Ross S. Sterling, Gouverneur von Texas